# Колумбия на летних Олимпийских играх 2000
Колумбия принимала участие в Летних Олимпийских играх 2000 года в Сиднее (Австралия) в пятнадцатый раз за свою историю и завоевала одну золотую медаль. Эта победа стала первой в истории участия страны в Олимпийских играх.

## Золото
- Тяжёлая атлетика, женщины, до 75 кг — Мария Исабель Уррутия.

## Состав и результаты олимпийской сборной Колумбии

### Плавание
Спортсменов — 4
В следующий раунд на каждой дистанции проходили лучшие спортсмены по времени, независимо от места, занятого в своём заплыве.
Мужчины
| Спортсмен          | Соревнование        | Предварительные заплывы | Предварительные заплывы | Полуфиналы | Полуфиналы | Финал     | Финал     |
| Спортсмен          | Соревнование        | Результат               | Место                   | Результат  | Место      | Результат | Место     |
| ------------------ | ------------------- | ----------------------- | ----------------------- | ---------- | ---------- | --------- | --------- |
| Фернандо Жаком     | 200 м вольный стиль | 1:54,17                 | 34                      |            |            | Не прошёл | Не прошёл |
| Алехандро Бермудес | 400 м комплекс      | 4:29,42                 | 35                      |            |            | Не прошёл | Не прошёл |
| Герман Мартинес    | 100 м на спине      | 59,94                   | 50                      | Не прошёл  | Не прошёл  | Не прошёл | Не прошёл |

Женщины
| Спортсменка      | Соревнование | Предварительные заплывы | Предварительные заплывы | Полуфиналы | Полуфиналы | Финал     | Финал     |
| Спортсменка      | Соревнование | Результат               | Место                   | Результат  | Место      | Результат | Место     |
| ---------------- | ------------ | ----------------------- | ----------------------- | ---------- | ---------- | --------- | --------- |
| Изабель Себальос | 100 м брасс  | 1:11,90                 | 26                      | Не прошла  | Не прошла  | Не прошла | Не прошла |

### Прыжки в воду
Спортсменов — 2
В индивидуальных прыжках в предварительных раундах складывались результаты квалификации и полуфинальных прыжков. По их результатам в финал проходило 12 спортсменов. В финале они начинали с результатами полуфинальных прыжков.
Мужчины
| Спортсмен          | Соревнование | Квалификация | Квалификация | Полуфинал | Полуфинал | Всего     | Финал     | Финал     | Всего  | Место |
| Спортсмен          | Соревнование | Очков        | Место        | Очков     | Место     | Всего     | Очков     | Место     | Всего  | Место |
| ------------------ | ------------ | ------------ | ------------ | --------- | --------- | --------- | --------- | --------- | ------ | ----- |
| Хуан Гильермо Уран | трамплин     | 308,10       | 41           | Не прошёл | Не прошёл | Не прошёл | Не прошёл | Не прошёл | 308,10 | 41    |
| Хуан Гильермо Уран | вышка        | 333,93       | 27           | Не прошёл | Не прошёл | Не прошёл | Не прошёл | Не прошёл | 333,93 | 27    |

Женщины
| Спортсмен    | Соревнование | Квалификация | Квалификация | Полуфинал | Полуфинал | Всего     | Финал     | Финал     | Всего  | Место |
| Спортсмен    | Соревнование | Очков        | Место        | Очков     | Место     | Всего     | Очков     | Место     | Всего  | Место |
| ------------ | ------------ | ------------ | ------------ | --------- | --------- | --------- | --------- | --------- | ------ | ----- |
| Диана Пенеда | трамплин     | 220,68       | 34           | Не прошла | Не прошла | Не прошла | Не прошла | Не прошла | 220,68 | 34    |

### Стрельба
Всего спортсменов — 2
После квалификации лучшие спортсмены по очкам проходили в финал, где продолжали с очками, набранными в квалификации. В некоторых дисциплинах квалификация не проводилась. Там спортсмены выявляли сильнейшего в один раунд.
Мужчины
| Спортсмен   | Соревнование | Квалификация | Место | Финал     | Место     | Всего | Место |
| ----------- | ------------ | ------------ | ----- | --------- | --------- | ----- | ----- |
| Данило Каро | Трап         | 115          | 7     | Не прошёл | Не прошёл | 115   | 7     |

Женщины
| Спортсмен      | Соревнование   | Квалификация | Место | Финал     | Место     | Всего | Место |
| -------------- | -------------- | ------------ | ----- | --------- | --------- | ----- | ----- |
| Адриана Рендон | Пистолет, 10 м | 381          | 11    | Не прошла | Не прошла | 381   | 11    |

### Триатлон
Спортсменов — 1
Триатлон дебютировал в программе летних Олимпийских игр. Соревнования состояли из 3 этапов - плавание (1,5 км), велоспорт (40 км), бег (10 км).
Женщины
| Спортсмен     | Соревнование      | Плавание | Велоспорт  | Бег      | Итоговое время | Место | Отставание |
| ------------- | ----------------- | -------- | ---------- | -------- | -------------- | ----- | ---------- |
| Мария Моралес | личное первенство | 22:44,58 | 1:12:33,60 | 38:25,20 | 2:13:43,38     | 37    | +13:02,86  |

### Тяжёлая атлетика
Спортсменов — 1
В рамках соревнований по тяжёлой атлетике проводятся два упражнения - рывок и толчок. В каждом из упражнений спортсмену даётся 3 попытки, в которых он может заказать любой вес, кратный 2,5 кг. Победитель определяется по сумме двух упражнений.
Мужчины
| Спортсмен      | Категория | Вес   | Рывок | Рывок | Рывок | Толчок | Толчок | Толчок | Всего | Место |
| Спортсмен      | Категория | Вес   | 1     | 2     | 3     | 1      | 2      | 3      | Всего | Место |
| -------------- | --------- | ----- | ----- | ----- | ----- | ------ | ------ | ------ | ----- | ----- |
| Нельсон Кастро | до 56 кг  | 55,32 | 110,0 | 115,0 | 117,5 | 140,0  | 145,0  | 145,0  | 260,0 | 11    |

### Фехтование
Спортсменов — 2
В индивидуальных соревнованиях спортсмены сражаются три раунда по три минуты, либо до того момента, как один из спортсменов нанесёт 15 уколов. В командных соревнованиях поединок идёт 9 раундов по 4 минуты каждый, либо до 45 уколов. Если по окончании времени в поединке зафиксирован ничейный результат, то назначается дополнительная минута до «золотого» укола.
Мужчины
| Соревнование         | Спортсмены          | 1/32 финала                         | 1/16 финала                         | 1/8 финала                      | Четвертьфиналы       | Полуфиналы           | Финал матч за 3-е место | Место |
| Соревнование         | Спортсмены          | Соперник Результат                  | Соперник Результат                  | Соперник Результат              | Соперник Результат   | Соперник Результат   | Соперник Результат      | Место |
| -------------------- | ------------------- | ----------------------------------- | ----------------------------------- | ------------------------------- | -------------------- | -------------------- | ----------------------- | ----- |
| Индивидуальная шпага | Маурисио Ривас (29) | Ник Хеффернан (AUS) (36) поб. 15:10 | Кайдо Кааберма (EST) (4) поб. 15:13 | Ли Сан Ки (KOR) (18) пор. 13:15 | Завершил выступление | Завершил выступление | Завершил выступление    | 14    |

Женщины
| Соревнование         | Спортсмены           | 1/32 финала                     | 1/16 финала           | 1/8 финала            | Четвертьфиналы        | Полуфиналы            | Финал матч за 3-е место | Место |
| Соревнование         | Спортсмены           | Соперник Результат              | Соперник Результат    | Соперник Результат    | Соперник Результат    | Соперник Результат    | Соперник Результат      | Место |
| -------------------- | -------------------- | ------------------------------- | --------------------- | --------------------- | --------------------- | --------------------- | ----------------------- | ----- |
| Индивидуальная шпага | Анхела Эспиноса (36) | Софи Ламон (SUI) (29) пор. 9:15 | Завершила выступление | Завершила выступление | Завершила выступление | Завершила выступление | Завершила выступление   | 35    |